# 惠勒延迟选择实验

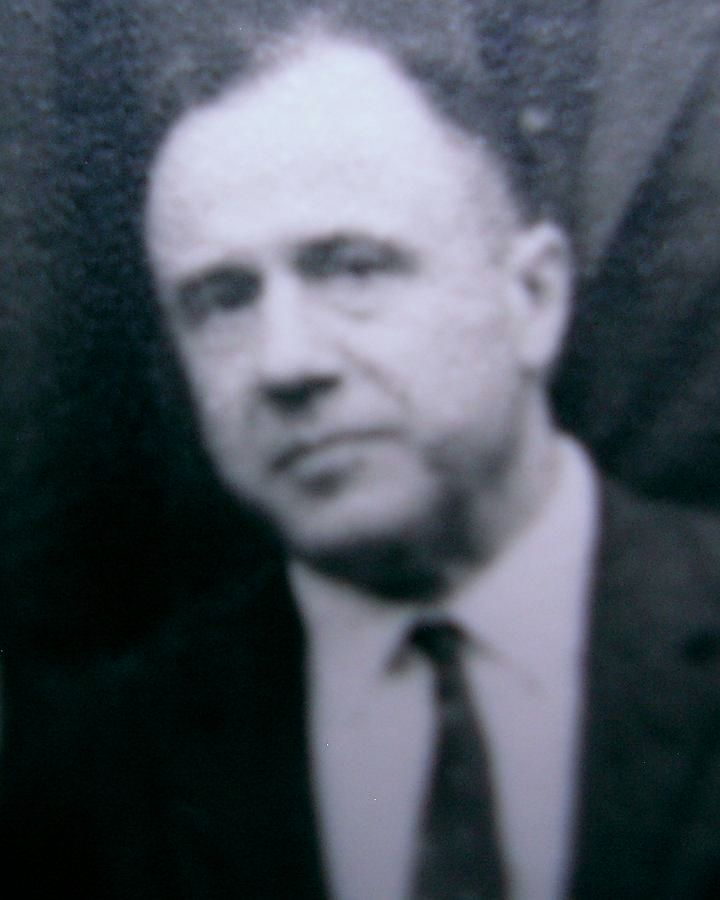
1963年，约翰·惠勒的一張照片。

惠勒延迟选择实验（英語：Wheeler's delayed choice experiment）是美國理論物理学家约翰·惠勒提出的一个思想实验，属于双缝实验的一种变形，该实验很好地体现了量子力学与传统实在观间的巨大分歧。
1979年，惠勒在美國普林斯顿大学纪念爱因斯坦诞辰100周年讨论会上正式提出延迟选择实验，该实验源自爱因斯坦曾提出的分光实验。实验是按如下方式进行的：从一光源发出一光子，让其通过一半镀银镜，光子被反射与透射的概率各为50%。之后，在反射或透射后光子的行进路径上分别各放置一反射镜A和B，使两条路径反射后在C处汇合。而C处则放有两探测器，分别可以观察A路径或B路径是否有光子。此时只有一个探测器能够测得光子，即能确定光子走的是哪一路径（A→C或B→C）。

而如果在两个探测器前再放置一个半镀银镜，可以使光子自我干涉。如适当调整光程差，可使得在某一方向（A或B）上干涉光相消，此方向上的探测器将无法收到信号，另一方向上的探测器则必定会接收到信号。按量子力学理论，这说明光子同时经过了两条路径。
事实上，我们可以在光子已经通过A或B后再决定是否放置第二块半镀银镜（此即实验名称“延迟选择”的由来）。如不放置，则根据前一种情况，光子只通过一条路径；如放置，则根据后一种情况，光子通过两条路径。也就是说，观察者现在的行为可以决定过去发生的事，而这一结论是与传统实在观相违背的。
哥本哈根学派对此的解释是，我们不能将观察仪器与观察对象分开来讨论，尽管实验中的两种情况只有最后部分不同，但这局部的变化使得整个物理过程发生了改变，这两种情况其实是两个完全不同的实验。玻尔对此就曾说：“事实上，在粒子路径上再加任何一件仪器，例如一个镜子，都可能意味着一些新的干涉效应，它们将本质地影响关于最后记录结果的预言。”